# Dois-pontos
Dois-pontos (graficamente, :) é um sinal de pontuação que anuncia uma citação, uma enumeração, um esclarecimento, ou ainda uma síntese do que se acabou de dizer. Corresponde a uma pausa breve da linguagem oral e a uma entoação descendente (ao contrário da entoação ascendente da pergunta). 
Em matemática os dois-pontos são utilizados como símbolo da divisão. Já em língua portuguesa alguns exemplos de uso de dois-pontos são os empregos para uma citação (Após parar de correr, ele concordou: ‘Tudo bem, desta vez você venceu.’”), uma enumeração (Quando um navio está prestes a afundar, entram no bote salva-vidas segundo a seguinte ordem: crianças, idosos, adultos e, por último, o capitão.) ou esclarecimento (Conclusão: após corrermos tanto, eles venceram.). 
Em português, os dois-pontos nunca encerram nenhuma frase e, sendo assim, depois deles o gramaticalmente correto é usar sempre letra minúscula — a não ser, obviamente, quando se tratar de nomes próprios, isto é, os de pessoas, lugares, empresas etc.